# Lockpicken

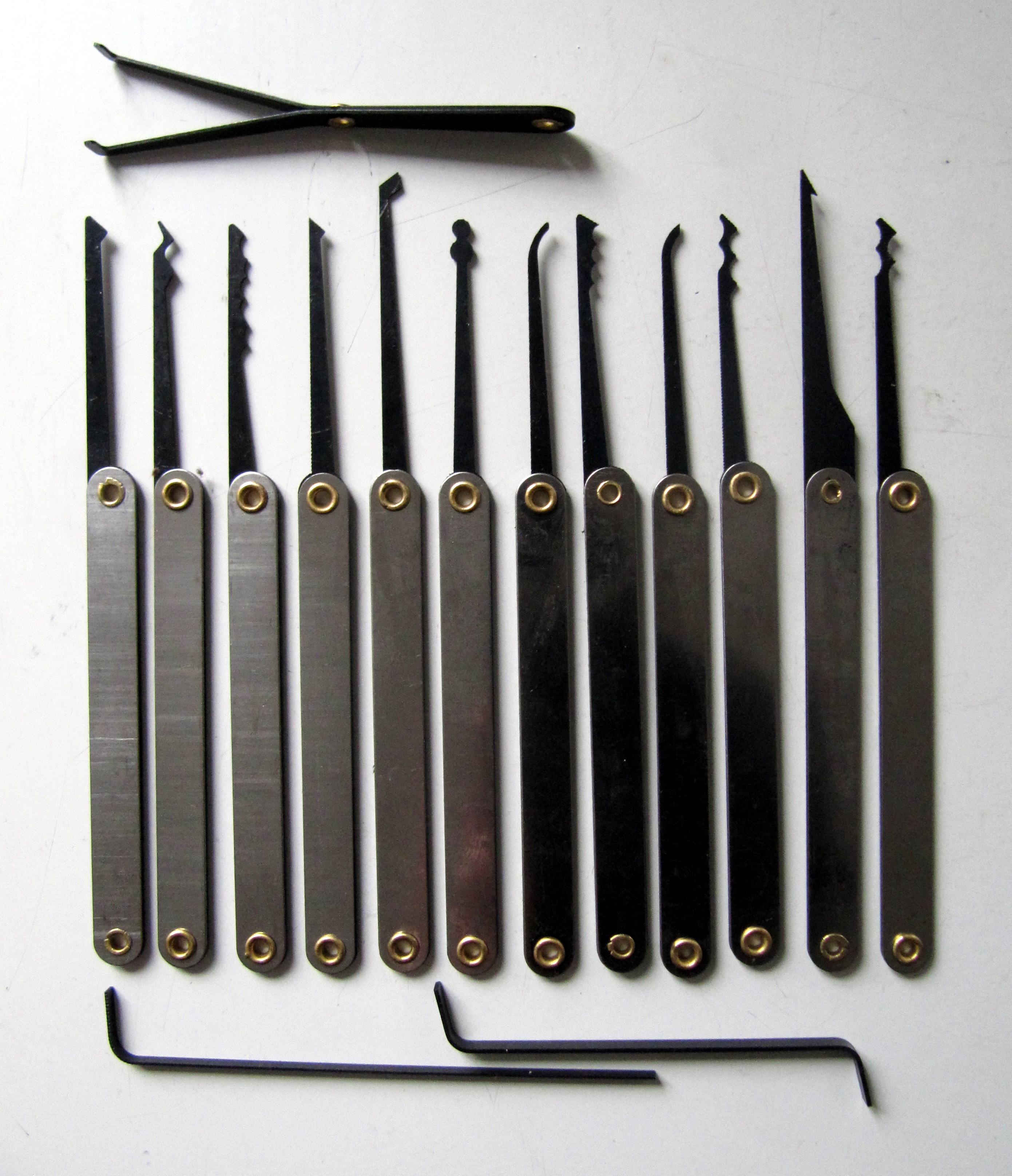
Een traditionele set van lockpicks

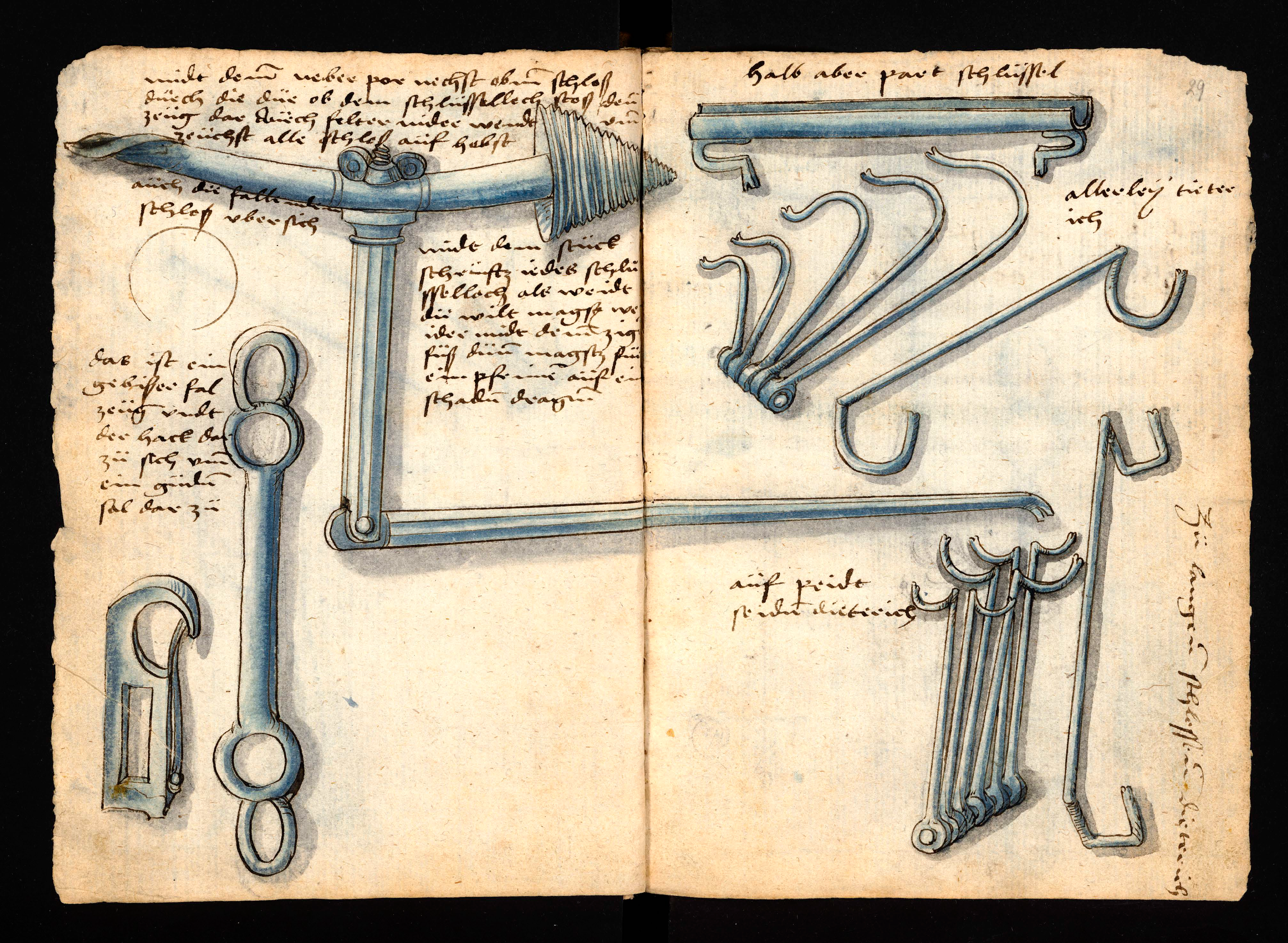
Diverse slotenpikkers en gereedschappen voor het openen en forceren van sloten uit de Codex Löffelholz, Neurenberg 1505

Lockpicken is het schadevrij sloten openen zonder sleutel. Deze definitie houdt in dat het openen van een slot door middel van de slagmethode niet tot lockpicking behoort. Dit wordt in het Nederlands soms 'forceren' genoemd. Het zelfstandig naamwoord (een lockpick) kan met het oude 'slothaak' worden vertaald. Beoefenaars van de vaardigheid verdiepen zich in het schadevrij openen van sloten zonder sleutel, als hobbyist, dief of slotenmaker. Ze worden vaak 'lockpickers' genoemd.

## Gereedschap
Lockpicken wordt gedaan met minuscule gereedschappen (lockpicks). Deze zijn niet overal ter wereld legaal. Lockpicks worden in de fabriek gemaakt, maar sommige lockpickers gebruiken enkel zelfgemaakte gereedschappen. Het maken van lockpicks kan al met een klein budget, soms worden met de hand gemaakte lockpicks beter geacht dan de fabrieksmatig gemaakte exemplaren.

## Fout
Lockpicken is mogelijk doordat er een simpele fout voorkomt in vrijwel elk cilinderslot. In theorie zou dit niet moeten bestaan, maar in de praktijk blijkt het lastig om een slot perfect te produceren. De boorgaten voor de pinnen zijn vaak ongelijk verdeeld in de cilinderkern van het slot door een onontkoombare productiefout. Door een draaiende druk blijven de pinnen klemmen. In de locksport noemen lockpickers deze klemmende pin de Binding Pin.
Zo kunnen de pinnen een voor een naar de juiste hoogte worden gebracht en daar gehouden tot ze daar allemaal zijn. Met de lockpick is aan de pin te voelen wanneer hij op de juiste hoogte staat. De pin veert minder terug dan voorheen en soms is met de 'tension wrench' te voelen dat de kern een stukje meedraait. Wanneer alle pinnen naar de juiste hoogte zijn gebracht kan het slot open.

## Uitdaging
Veel beoefenaars noemen lockpicking een kunst, omdat er veel subtiliteit voor nodig is en heel veel gevoel voor detail. Lockpicken heeft ervoor gezorgd dat veel hobbyisten sloten zien als een uitdaging, de verslaving die succes in sloten openen geeft is te vergelijken met een kick als iemand een puzzel oplost. Langzaam maar zeker kunnen de vaardigheden en kennis (met regelmatige oefening) van een lockpicker zodanig groeien dat hij of zij een gemiddeld slot met 'permutatiestiften', zoals aangetroffen op veel woningen, in een paar minuten kan openen. Soms is een nog kortere tijd al voldoende.